# کالیگولا
گایوس یولیوس سزار کالیگولا اگوستوس گِرمانیکوس (به لاتین: Gaius Julius Caesar Augustus Germanicus) (زادهٔ ۳۱ اوت ۱۲ میلادی – کشته‌شده در ۲۴ ژانویهٔ ۴۱ میلادی) سومین امپراتور روم بود که از سال ۳۷ تا ۴۱ میلادی فرمان راند.
وی سومین فرمانروای رومی از خانوادهٔ آگوستوس بود. گایوس سزار (۱۲–۴۱ میلادی)، که به کالیگولا (به‌معنی پوتین‌های کوچک) معروف بود، در سال ۳۷ میلادی به پادشاهی رسید. سربازان ارتش، که پدرش فرماندهی آنان را برعهده داشت، نام مستعار کالیگولا را به او دادند، چراکه او پوتین‌های سربازیِ کوچکی به پا می‌کرد.

## مرگ بستگان
پدر کالیگولا، ژرمانیکوس، جانشین تیبریوس، امپراتور وقت روم بود، اما به‌طرز مشکوکی درگذشت. تیبریوس از او وحشت داشت، اما هیچ سندی در دست نیست که امپراتور روم ژرمانیکوس را کشته‌باشد. علائم مشاهده‌شده هنگام مرگ ژرمانیکوس که در کتب تاریخی ذکر شده، شبیه علائمی است که در مسمومان به‌وسیلهٔ آرسنیک مشاهده می‌شود. البته بیماری وبا هم علائم مشابهی دارد و در گذشته به‌خاطر شباهت علائم بیماری وبا و علائم ناشی از مسمومیت با آرسنیک، وقتی از این سم استفاده می‌شد، اطرافیان متوفی به گمان این‌که مرگ ناشی از وبا بوده‌است، پیگیر ماجرا نمی‌شدند، بعد از مرگ ژرمانیکوس همسر او یعنی مادر کالیگولا، اگریپینا بزرگتر با تمام توان درگیر جنگ خونین با امپراتور تبیریوس شد و در آخر تیبریوس مادر کالیگولا، اگریپینا بزرگتر و دو برادر بزرگترش را هم کشت.

## دوران ولیعهدی
بعداز مرگ پدر، مادر و دو برادر بزرگش، کالیگولا به قصر تیبریوس، که در جزیرهٔ کاپری در ۳۰مایلی جنوب رُم قرار داشت، احضار شد و تا مرگ تیبریوس در آنجا ساکن بود. او در آنجا خوی وحشیگری و بی‌رحمی را از تیبریوس آموخت. در این جزیره پرتگاهی بود که ۳۰۰۰ متر ارتفاع داشت. در برخی نوشته‌ها آمده که برای تفریح، هزاران زن و کودک بی‌گناه را از این صخره‌ها به پایین پرت کرده‌اند. همچنین برخی معتقدند که کالیگولا تیبریوس را خفه کرد. بعد از مرگ تیبریوس، نوه‌اش با کالیگولا در سلطنت شریک بود، ولی چون سنش پایین بود (۱۸ سال)، کالیگولا سلطنت را ازآنِ خود کرد.

## امپراتور دیوانه
کالیگولا پس از رسیدن به مقام امپراتوری چند ماه نخست بسیار خوب و عالی بود، اما رفته رفته جنون و حس مزایای قدرت بر او وارد شده و سلامت عقل خود را از دست داد. یکی از وقایعی که توسط تاریخ‌نگار رومی، سیوتاتیوس (۶۹–۱۰۴ میلادی) ثبت شده، این است که کالیگولا به ارتش بسیار زیاد آموزش‌دیده، مسلح، وسیع و قدرتمند و گارد محافظ آموزش‌دیده و قدرتمند خود دستور داد در ساحل دریا صدف حلزون جمع کنند. او به اسب مورد علاقهٔ خود لقب کنسول روم (عنوان مسئولان رده‌بالا و قدرتمند در اداره روم) داده‌بود و برای اسبش کاخی باشکوه ساخته بود و احترام و سجده بر اسب خود را واجب دانسته بود.
شایعه ای به شدت قوی در همه امپراتوری روم به‌خصوص در کاخ سلطنتی پیچیده بود که او با هر سه خواهر خود رابطهٔ جنسی و عاشقانه دارد،  این شایعه ها برای این بود که کالیگولا به خواهران خود افتخارات بسیار بزرگ، احترامات زیاد و ثروت و دارایی های عالی داده بود و آن‌ها را با وجود داشتن شوهر همچنان نزد خود کنار اتاق خود نگهداشته بود و حتی دستور داد بود همانند همسر او با آنها رفتار کنند و حتی دستور داد بود خواهرانش مهمتر از هر زنانی دیگر در امپراتوری هستند، حتی شایعه شده بود که او در مورد خصوصیات اخلاقی و بدنی خواهرانش اظهار نظر کرده بود و گفت: "هر کدام از نظر چهر و خصوصا بدنی جذابتر از زنان دیگر هستند و از نظر شخصیت عالی، چه کسی مثل آنها".

## مرگ
در سال ۴۱ میلادی، کالیگولا به همراه همسر و دخترش، در مراسم «بازی‌های پالاسیوم» توسط گروهی از محافظان گارد پرتورین، از جمله کاسیوس کرئا (Cassius Chaerea) و کورنلیوس سابینوس (Cornelius Sabinus) به قتل رسید. وی در هنگام مرگ، ۲۹ یا ۳۰ سال داشت.
کالیگولا اولین امپراتور در تاریخ امپراتوری روم بود که توسط افسران گارد پرتورین، ترور می‌شُد.
با مرگ کالیگولا، عمویش کلادیوس به سلطنت رسید.

## تصویرسازی مدرن
در فیلم و سریال
- املین ویلیامز، بازیگر ولزی، برای نقش کالیگولا در فیلم ناتمام «من، کلودیوس» محصول ۱۹۳۷ انتخاب شد.[۵]
- نقش او را رالف بیتس در سریال درام تاریخی «سزارها» محصول شبکه ITV در سال ۱۹۶۸ بازی کرد.
- جی رابینسون، بازیگر آمریکایی، در دو فیلم حماسی دهه ۱۹۵۰، «ردا» (۱۹۵۳) و دنباله آن «دیمتریوس و گلادیاتورها» (۱۹۵۴)، نقش کالیگولا را به شکلی شوم و خیره‌کننده بازی کرد.[۶]
- نقش او را جان هارت در مینی سریال «من، کلودیوس» محصول بی‌بی‌سی در سال ۱۹۷۶ بازی کرد.[۷]
- یک فیلم تاریخی بلند به نام «کالیگولا» در سال ۱۹۷۹ با بازی مالکوم مک‌داول در نقش اصلی تکمیل شد.
- سلطنت او در قسمت‌های دوم و سوم مینی‌سریال «پس از میلاد: سال دومینی» به تصویر کشیده شده است، که اقتباسی از کتاب اعمال رسولان به موازات تاریخ سزارها از تیبروس تا نرون است. جان مک‌انری نقش او را بازی کرد. بسیاری از ارتباطات کالیگولا با سایر خطوط داستانی از طریق برادر و خواهر خیالی کالب و سارا است. با این حال، قابل توجه است که کورنلیوس یوزباشی به عنوان مردی که مسئول نظارت بر نصب مجسمه امپراتور در معبد است، به تصویر کشیده شده است.
- دیوید براندن در فیلم تاریخی-اکشن «کالیگولا… قصه ناگفته» محصول ۱۹۸۲، نقش او را بازی کرد.
- نقش او را الکسیس آرکت در دو قسمت از سریال زینا: پرنسس جنگجو بازی کرد.
- کالیگولا شخصیتی در سریال «پس از میلاد مسیح، انجیل ادامه دارد» محصول ۲۰۱۵ شبکه ان‌بی‌سی است که نقش آن را اندرو گاور، بازیگر بریتانیایی، بازی می‌کند. تصویر او بر شخصیت «فاسد و خطرناک» کالیگولا تأکید دارد.و همچنین اشتهای جنسی، زودرنجی و طبیعت خشن او.
- فصل سوم سریال امپراتوری روم (که در سال ۲۰۱۹ از نتفلیکس منتشر شد) با نام کالیگولا: امپراتور دیوانه شناخته می‌شود و بازیگر اهل آفریقای جنوبی، ایدو درنت ، نقش اصلی آن را بازی می‌کند.
- در سریال برنده جایزه بی‌بی‌سی، «تاریخ‌های وحشتناک»، سایمن فارنابی نقش او را بازی می‌کند.

## نگارخانه

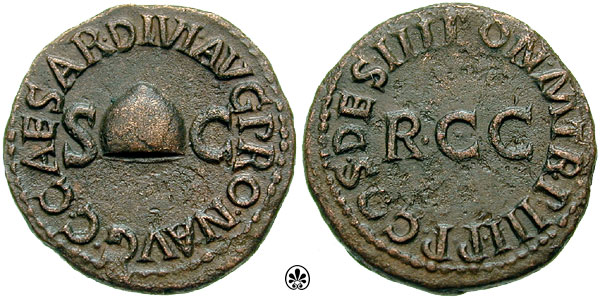
سکه‌ای که در سال ۳۸ میلادی به‌مناسبت لغو مالیات مردم ازسوی کالیگولا ضرب شد. در یک سوی آن جام آزادی به تصویر درآمده که نشانگر آزادی مردم از پرداخت مالیات است.
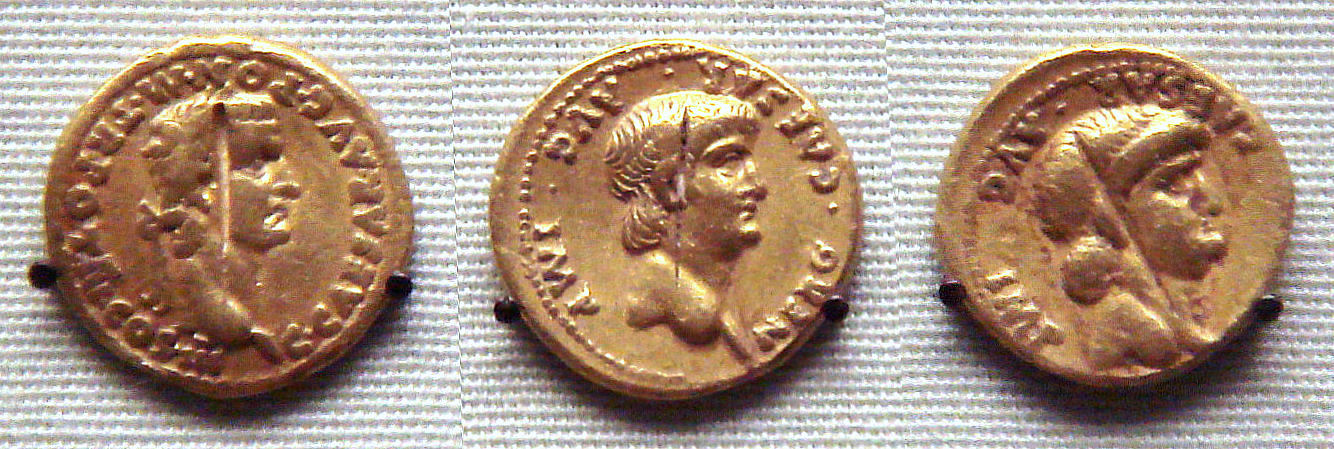
سکه‌ای متعلق به دوران زمامداری کالیگولا (۳۱-۴۱ میلادی) و دو سکه مربوط به دوران نرون (۵۴-۶۸ میلادی). این سکه‌ها در هند پیدا شده و متعلق به دوران تجارت میان هند و امپراتوری روم است.